# Crypsiphona ocultaria
Crypsiphona ocultaria är en fjärilsart som beskrevs av Donovan 1805. Crypsiphona ocultaria ingår i släktet Crypsiphona och familjen mätare. Inga underarter finns listade i Catalogue of Life.

## Bildgalleri

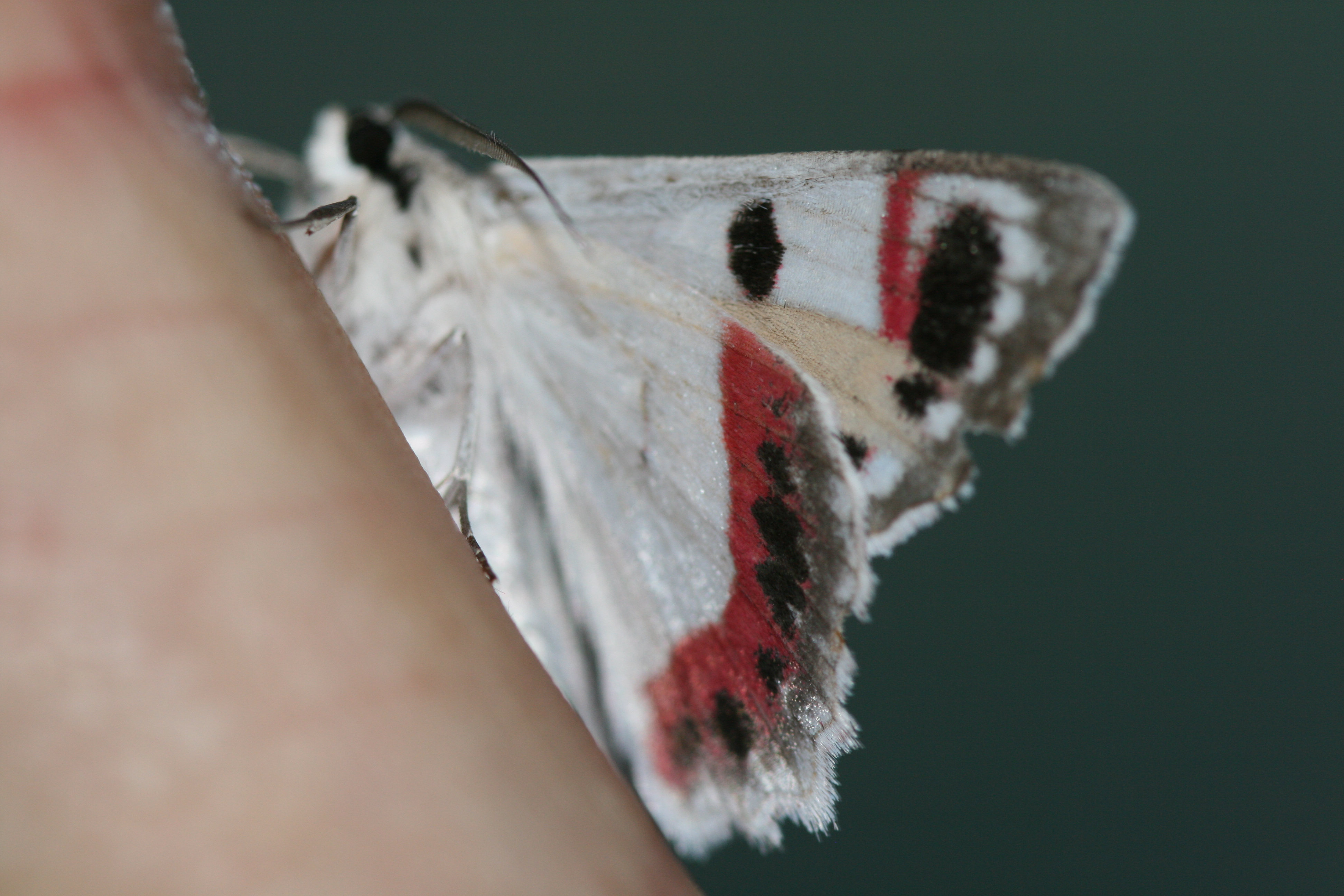
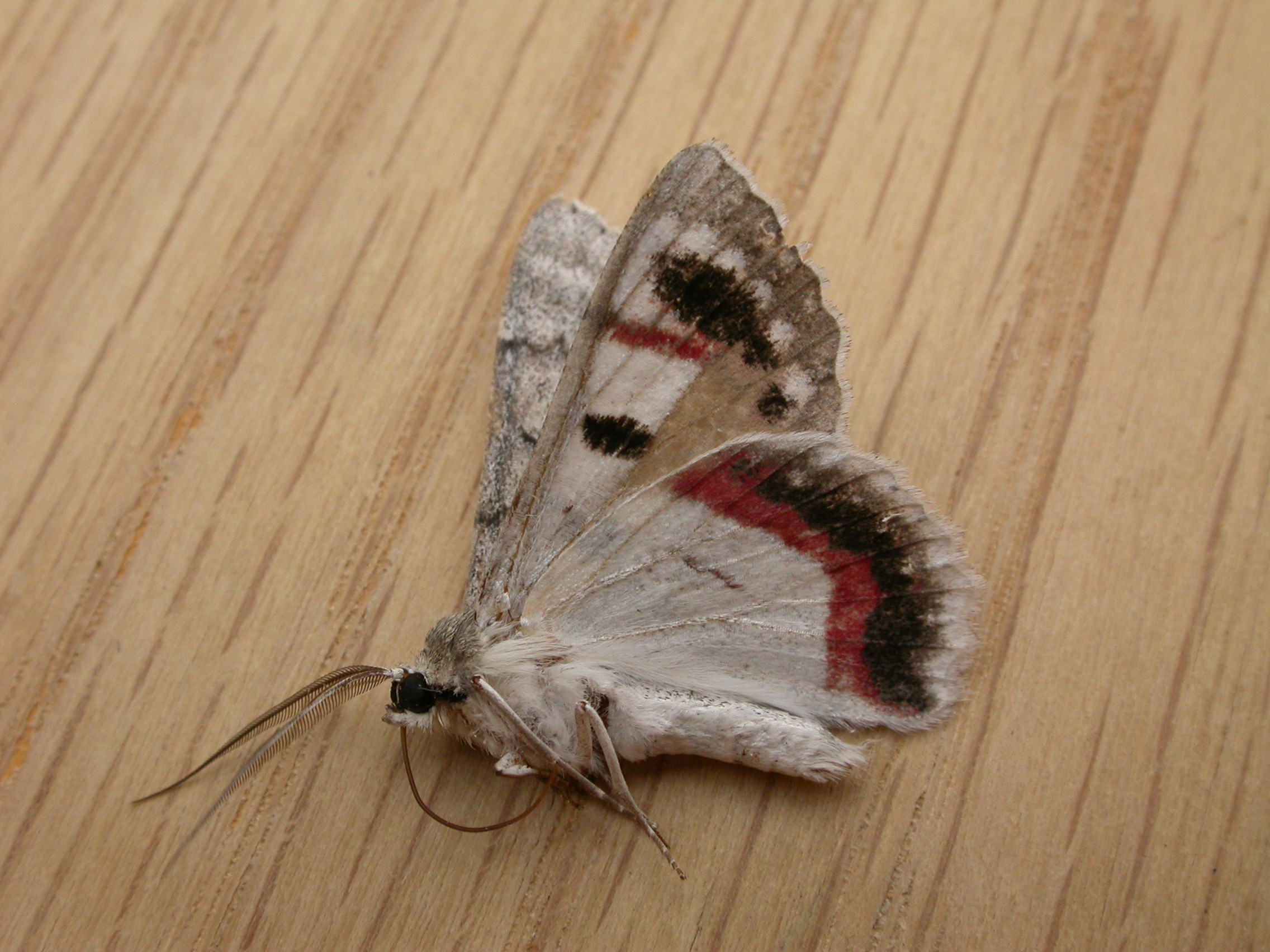